# Brick (film)
Pour les articles homonymes, voir Brick.
Pour plus de détails, voir Fiche technique et Distribution.
Brick ou Brick : À la recherche d'Emily au Québec est un film américain réalisé par Rian Johnson et sorti en 2005. 
Il s'agit du premier long métrage du réalisateur, présenté au Festival du film de Sundance 2005, où il gagne un prix spécial du jury. Il est également nommé à l'Independent Spirit Award de 2006 pour le Prix John Cassavetes (meilleur film au budget de production inférieur à 500 000 dollars).
La bande originale est composée par Nathan Johnson, cousin du réalisateur. Le film a récolté 2,07 millions de dollars au box-office nord-américaine pour un total de 3,95 millions à l'international.

## Synopsis
Brendan Frye est un élève du lycée de San Clemente, une ville du sud de la Californie. Il reçoit un coup de fil de son ex-petite amie, Emily, terrifiée et en larmes, le suppliant de l'aider. En apercevant une Ford Mustang, elle panique et raccroche. La personne au volant jette un mégot de cigarette portant une flèche bleue. Emily disparait peu après. Brendan rencontre alors "le Cerveau", un autre lycéen solitaire, qui lui révèle qu'Emily s'était rapprochée de Laura, une camarade issue d'une famille aisée, puis qu'elle s'était mise à dealer. Il fracture le casier scolaire d'Emily, et une photo à l'intérieur le mène vers Kara, une camarade de classe. Il remonte la piste qui le mène à Laura, qui à son tour le dirige vers des usagers de drogues qu'Emily fréquente. Il rencontre Dode, dealer et drogué, qui lui apprend qu'Emily est maintenant avec lui et qu'elle ne veut plus de son aide.
Brendan suit Dode, qui rencontre Emily et lui donne un morceau de papier. Emily vient le voir plus tard et lui dit qu'elle n'a pas besoin de son aide. Il lui dérobe le papier donné par Dode à cette occasion, mais ne comprend que le lendemain que le papier indiquait un rendez-vous. Il se rend au lieu du rendez-vous et la trouve morte. Il décide de cacher le cadavre et d'enquêter sur le meurtre.
Son enquête le mène vers Pin, un baron de la drogue local. Laura se rapproche de lui pour l'aider, mais Brendan, qui ne lui fait pas confiance, refuse son aide. À la place, il se fait engager par Pin comme informateur. Un homme tente de le tuer. Il est envoyé par Dode, qui l'a vu cacher le cadavre, et imagine que c'est lui qui l'a tué. Brendan apprend alors qu'Emily était enceinte.
En questionnant Tug, un proche de Pin, il découvre qu'une brique de drogue volée à Pin est réapparue plus tard, coupée avec un produit toxique. Emily était alors la principale suspecte. Et qu'il est sorti avec Emily pendant un petit moment. C'est le moment que choisit Dode pour contacter Pin afin de marchander des informations sur Emily. Mais la rencontre tourne mal pour Dode : il demande trop d'argent et menace d'aller prévenir la police. Il révèle qu'elle ne s'est pas faite tué à cause de la brique mais parce qu'elle était enceinte et "qu'il" (le meurtrier) ne le supportait. Alors qu'il dit ça en parlant de Brendan, Pin refuse le marché, et Tug qui pensent que Dode parle de lui, abat Dode, révélant ainsi que c'est lui qui a tué Emily.
La situation s'envenime et Pin et Tug deviennent alors ennemis. Avant qu'une guerre des gangs ne se déclenche, Brendan organise une réunion entre eux. Mais la disparition de la dernière brique met le feu aux poudres et la réunion dégénère. Brendan s'en sort, Pin et Tug sont tués. Il arrive à mettre toutes les pièces du puzzle en place lorsqu'il remarque que les cigarettes de Laura portent la fameuse flèche bleue : c'est elle qui a effrayé Emily.
Dans une confrontation finale, Brendan révèle à Laura toutes ses déductions : c'est elle qui avait volé la première brique et fait accuser Emily à sa place, puis qui s'est arrangée pour que Tug la tue. Il lui révèle qu'il a laissé un message à l'administration de l'école la dénonçant. Le casier de Laura est fouillée, la brique manquante est trouvée. Perfide, Laura lui révèle qu'Emily était en réalité enceinte de lui.

## Fiche technique
Sauf indication contraire, les informations mentionnées dans cette section peuvent être confirmées par la base de données cinématographiques IMDb,  présente dans la section « Liens externes ».
- Titre original et francophone : Brick
- Titre québécois : Brick : À la recherche d'Emily[1]
- Réalisation et scénario : Rian Johnson
- Musique : Nathan Johnson
- Direction artistique : Jodie Lynn Tillen
- Costumes : Michele Posch
- Photographie : Steve Yedlin
- Montage : Rian Johnson
- Production : Ram Bergman et Mark G. Mathis
  - Production déléguée : Marcie Campbell, Norman Dreyfuss, Craig Johnson et Lisa Johnson
  - Coproduction : Susan Dynner, Dana Lustig et Angela Roessel
- Société de production : Bergman Lustig Productions
- Sociétés de distribution : Focus Features (États-Unis) ; Alliance Vivafilm[1] (Québec), Mars Distribution (France)
- Budget : 450 000 dollars[réf. nécessaire]
- Pays de production :  États-Unis
- Langue originale : anglais
- Format : couleur - 35 mm
- Genre : thriller, néo-noir, film à énigme
- Durée : 110 minutes
- Dates de sortie :
  - États-Unis : 21 janvier 2005 (Festival du film de Sundance) ; 7 avril 2006 (sortie nationale)
  - France : 6 septembre 2005 (Festival du cinéma américain de Deauville) ; 16 août 2006 (sortie nationale)
  - Québec : 7 avril 2006[1]
  - Belgique : 15 novembre 2006

## Distribution
- Joseph Gordon-Levitt (VF : Taric Mehani et VQ : Martin Watier) : Brendan Frye
- Nora Zehetner (VQ : Bianca Gervais) : Laura Dannon
- Lukas Haas (VF : Vincent de Bouard et VQ : Guillaume Champoux) : « The Pin / Le Prince » (« Le Boss » dans la VQ)
- Noah Fleiss (VF : Olivier Jankovic et VQ : Jean-François Beaupré) : Tugger
- Matt O'Leary (VQ : Sébastien Reding) : « Le Cerveau »
- Émilie de Ravin (VQ : Pascale Montreuil) : Emily
- Noah Segan (VQ : Nicolas Charbonneaux-Collombet) : Dode
- Richard Roundtree (VQ : Raymond Bouchard) : l'assistant V. P. Trueman
- Meagan Good (VF : Isabelle Noérie et VQ : Marie-Lyse Laberge-Forest) : Kara
- Brian White : Brad Bramish
- Jonathan Cauff : Biff
- Reedy Gibbs : la mère de Pin
- Lucas Babin : le fumeur de joints
- Tracy Wilcoxen : Straggler
- Ari Velkom : Tangles
- Cody Lightning : « The Lug »

Légende : VF = version française[réf. nécessaire] et VQ = version québécoise

## Production

### Développement
Rian Johnson commence l'écriture de Brick dès la fin de ses études de cinéma en 1997. Il l'écrit initialement sous la forme d'un novella dans le style de Dashiell Hammett. Rian Johnson mettra ensuite six ans à trouver un financement pour son film.
Selon son scénariste et réalisateur Rian Johnson, Brick est un film noir dont les dialogues sont directement inspirés des romans de Dashiell Hammett, mais transposé dans un lycée américain, un univers qui généralement sert plutôt de décor aux comédies pour adolescents[réf. nécessaire]. Pour le style visuel, le cinéaste avoue s'être inspiré de westerns spaghetti et de la série d'animation japonaise Cowboy Bebop.

### Tournage
Le tournage a lieu à San Clemente, en Californie, ville natale du réalisateur Rian Johnson qui a notamment pu tourner dans son ancien lycée.

## Anecdotes
Rian Johnson rend un hommage direct au roman Le Faucon de Malte de Dashiell Hammett dans la scène où Brendan demande à Laura de klaxonner quatre fois — une longue, une courte, une longue, une courte — pour le prévenir. Un peu plus tôt dans le film, il lui dit « now you are dangerous », une réplique empruntée également au chapitre 4 du même livre[réf. nécessaire].